# Долгов, Григорий Афанасьевич
Григорий Афанасьевич Долгов (23 августа [5 сентября] 1903, Брынь, Калужская губерния — 24 июня 1944, Буй, Витебская область) — младший лейтенант Рабоче-крестьянской Красной Армии, участник Великой Отечественной войны, Герой Советского Союза (1944).

## Биография
Григорий Долгов родился 23 августа (5 сентября) 1903 года в деревне Старая Брынь (ныне — Брынь Сухиничского района Калужской области) в семье крестьянина. После окончания четырёх классов школы работал в колхозе. В 1941 году Долгов был призван на службу в Рабоче-крестьянскую Красную Армию. Окончил полковую школу. С первого дня Великой Отечественной войны — на её фронтах. К июню 1944 года гвардии младший лейтенант Григорий Долгов командовал стрелковым взводом 201-го гвардейского стрелкового полка 67-й гвардейской стрелковой дивизии 6-й гвардейской армии 1-го Прибалтийского фронта. Отличился во время освобождения Витебской области Белорусской ССР.
22 июня 1944 года взвод Долгова одним из первых прорвал вражескую оборону в районе деревни Сиротино Шумилинского района и переправился через Западную Двину, захватив плацдарм на западном берегу в районе деревни Буй Бешенковичского района. 24 июня 1944 года в боях на плацдарме Долгов погиб. Похоронен в братской могиле в деревне Мамойки Бешенковичского района.
Указом Президиума Верховного Совета СССР от 22 июля 1944 года за «образцовое выполнение боевых заданий командования на фронте борьбы с немецкими захватчиками и проявленные при этом мужество и героизм» гвардии младший лейтенант Григорий Долгов посмертно был удостоен высокого звания Героя Советского Союза. Также был посмертно награждён орденом Ленина.
В честь Долгова названы две школы в Сухиничском районе и улица в Сухиничах.